# Chrysobothris chamberliniana
Chrysobothris chamberliniana es una especie de escarabajo del género Chrysobothris, familia Buprestidae. Fue descrita científicamente por Fisher en 1948.